# I. e. 61
Évszázadok: i. e. 2. század – i. e. 1. század – 1. század
Évtizedek: i. e. 110-es évek – i. e. 100-as évek – i. e. 90-es évek – i. e. 80-as évek – i. e. 70-es évek – i. e. 60-as évek – i. e. 50-es évek – i. e. 40-es évek – i. e. 30-as évek – i. e. 20-as évek – i. e. 10-es évek
Évek: i. e. 66 – i. e. 65 – i. e. 64 – i. e. 63 –  i. e. 62 – i. e. 61 – i. e. 60 – i. e. 59 – i. e. 58 – i. e. 57 – i. e. 56

## Események

### Róma
- Marcus Valerius Messalla Nigert és Marcus Pupius Piso Frugi Calpurnianust választják consulnak.
- Bár Pompeius igen népszerű a nép és a lovagi rend körében, a szenátorok (különösen az optimaták) tartanak tőle, potenciális zsarnokot látnak benne. Amikor Pompeius kéri, hogy a szenátus ratifikálja az általa kötött egyezményeket a keleti királyokkal és fejedelmekkel, ezt megtagadják. Hat hónapig váratják, míg engedélyezik számára a diadalmenetet. Pompeius diadalmenete két napig tart és minden addigit túlszárnyal. Legyőzte Pontosz, Örményország, Kappadókia, Paphlagonia, Média, Kolkhisz, Ibéria, Albania, Szíria, Kilikia, Mesopotamia, Fönícia, Júdea és Nabatea királyságait és tartományait, nagy részüket annektálta, a többit római kliensállammá tette. Az állam éves jövedelmei 70%-kal nőttek hódításai következtében.
- Iulius Caesar praetorként Hispania Ulterior provincia kormányzását kapja. Hitelezői nem akarják elengedni Rómából, ezért Crassustól kér anyagi segítséget. Hispaniában legyőzi a lázadó luzitánokat és a gallaeci törzset.
- Az allobroges gall törzs fellázad a római uralom ellen. A helytartó legatusa, Manlius Lentinus leveri a felkelést és elfoglalja a törzs fővárosát, Soloniont.

## Születések
- XIII. Ptolemaiosz, egyiptomi fáraó

## Fordítás
- Ez a szócikk részben vagy egészben  a(z)   61 av. J.-C. című francia Wikipédia-szócikk ezen változatának fordításán alapul.  Az eredeti cikk szerkesztőit annak laptörténete sorolja fel. Ez a jelzés csupán a megfogalmazás eredetét és a szerzői jogokat jelzi, nem szolgál a cikkben szereplő információk forrásmegjelöléseként.